# Contea di Qing
La contea di Qing (青县S, Qīng XiànP) è una contea della Cina, situata nella provincia di Hebei e amministrata dalla prefettura di Cangzhou.